# 五島慶太未来創造館
五島慶太未来創造館（ごとうけいたみらいそうぞうかん）は、長野県小県郡青木村にある五島慶太に関する展示施設である。青木村歴史文化資料館、青木村民俗資料館へと内部で順に接続する形になっており、実質的に一体の文化施設となっている。

## 概要
東急電鉄の事実上の創設者である五島慶太が現在の青木村東部、殿戸地区にあたる旧殿戸村の出身であることから、故郷の青木村に開設された施設である。五島の生誕138年にあたる2020年4月18日に開館したが、新型コロナウイルス感染症のため一般公開は見合わせ、同年6月2日に一般公開を開始した。五島慶太未来創造館設置条例に基づいて運営されている。
少年時代の慶太少年や、官僚、実業家、教育者としての功績、家族愛や成功を収めた後に故郷の信州を支援し続けたふるさとへの愛情、発展を続ける東急グループや東京・渋谷などの未来像などをテーマに、五島に関わる品々を展示している。屋外には東急電鉄の東急デハ80形電車と東急3000系電車(初代)の電車の車輪を展示。屋内には東京・渋谷の各種イベントで展示された1964年当時の渋谷駅周辺のジオラマもあり、都電、国鉄山手線、東急東横線、営団銀座線の模型を見ることができるなど、鉄道ファンにとっても楽しめる施設となっている。
- 開館時間：9:00 - 17:00（最終入館16:30）
- 休館日：毎週月曜日・祝日の翌日・年末年始（ただし月曜日が祝日の場合は開館し直後の火曜日のみ休館）
- 入館料：無料

## 主な展示物
- 子ども時代から鉄道王になるまでの経過、家族、故郷の支援、東急と沿線の発展などに関する各種パネル展示
- 五島慶太生家の復元模型、バーチャルリアリティ映像、生家の木材を使った受付
- 卒業証書、手紙、書など
- ジオラマ「思い出の街、渋谷」（Nゲージ）
- ジオラマでみる田園調布・渋谷の現在の姿（Nゲージ、運転可能）
- 目黒蒲田電鉄デハ1形電車車両模型
- 屋外に車輪モニュメント「Railhead」デハ80形、3000系車輪

### 企画展
- 「渋沢栄一と五島慶太　まちづくりでつながる二人の先人」2021年3月6日～2022年1月31日
- 「TOKYU百年絵巻　東急グループ軌跡と未来(ゆめ)」2022年7月1日～2023年3月31日

## 開設の経緯
創造館の建設以前からも、青木村と五島家とは、五島が生前に殿戸地区に公民館を寄贈し、長男の東急社長五島昇が1981年に地区に「五島慶太翁記念公園」と「頌徳碑」を建設するなどの縁は続いていた。また殿戸地区には五島の生家が残っており、生家や記念公園を訪れる歴史ファンや鉄道ファンもいた。一方で村の子どもや若者には郷土の偉人という意識は高くなく、埼玉県の局長や同県ふじみ野市副市長などを経て村長を務める北村政夫が2019年の五島の没後60年を照準に、2018年から本格的な観光振興事業を開始した。
ところが、奇しくも五島のちょうど60回忌の命日にあたる2018年8月14日、村を襲ったゲリラ豪雨で、五島の生家に落雷が直撃し出火、焼失する。五島と村とを結びつける象徴的な建物を失ったが、五島が設立した学校法人五島育英会が運営する東京都市大学の教授勝又英明が五島の生家の建築資材の寸法や材質の調査を行っていた。村はそのデータを利用し、クラウドファンディングで資金を集めてバーチャル・リアリティで生家を復元すると共に、新たな拠点として五島慶太未来創造館を建設する方針を決定。創造館に関係する1億7600万円の事業費は東急グループ・五島育英会、亜細亜学園からの寄付（「企業版ふるさと納税」と呼ばれる地方創生応援税制を活用）、国の交付金（地方創生拠点整備交付金）、個人からの寄付金でまかない、2019年に事業をスタート、2020年に完成した。

## 青木村歴史文化資料館
青木村歴史文化資料館（あおきむられきしぶんかしりょうかん）は、長野県小県郡青木村にある村の歴史と文化をテーマにした資料館。2010年開館。「義民資料展示室」と、「栗林一石路資料展示室」、「古代遺跡発掘土器展示室」で構成される。後から建設された五島慶太未来創造館が歴史文化資料館へ内部でつながる設計になっており、実質的に両施設が一体となっている。また隣接する青木村図書館には義民に関する文庫が設置されている。

### 歴史文化資料館の主な展示物

#### 義民資料展示室
青木村域では江戸期～明治期に5回もの一揆が発生し、上田市域では「夕立と騒動は青木村から来る」などと語られてきた。これらの一揆の経過や首謀者、そして死罪などになった首謀者を「義民」として供養し語り継いできた村の歴史などを、古文書、石碑、絵物語などで解説している。また百姓一揆と義民の研究の第一人者林基からの寄贈資料を「林基文庫コーナー」として所蔵している。
展示テーマは以下の通り。
- 天和2年（1682年）の一揆と義民増田与兵衛父子
- 享保6年（1721年）の一揆と義民平林新七
- 宝暦11年（1761年）の宝暦騒動と義民浅之丞、半平
- 文化6年（1809年）の一揆と義民堀内勇吉
- 明治2年（1869年）の一揆と義民たち

#### 栗林一石路資料展示室
青木村細谷出身の俳人、ジャーナリストの栗林一石路について、句集や俳句メモ、日記、原稿、第一句集「シャツと雑草」と第二句集「行路」、愛用の品などを展示している。研究者は館内閲覧ができる。
主な展示は以下の通り。
- 「シャツ雑草にぶっかけておく」などの書
- 村でつくられた「どっと笑いしがわれには病める母ありけり」などの書
- 「青木時報」、「民報」などジャーナリストとしての業績に関係した出版物
- 愛用品を集めた「栗林一石路の書斎」

#### 古代遺跡発掘土器展示室
青木村内の縄文～平安期の遺跡で出土した石器、土器、勾玉などを展示している。青木村民俗資料館への渡り廊下を兼ねた構造になっている。

## 青木村民俗資料館
青木村民俗資料館（あおきむらみんぞくしりょうかん）は、長野県小県郡青木村にある1964年東京オリンピックの頃の村をテーマにした資料館。2013年開館。運搬コーナー、居間コーナー、視聴覚コーナー、農具コーナーなどが設けられ、オート三輪、唐箕、千歯扱きなどの昭和中期ごろに利用されていた道具や機器、教科書が展示されている。アメリカ合衆国マサチューセッツ州スプリングフィールドから贈られた青い目の人形「シンシア・ウェーン」も所蔵している。